# 2-Méthylheptane
Le 2-méthylheptane est un hydrocarbure saturé de la famille des alcanes de formule C8H18. Il est un des dix-huit isomères de l'octane. Il se présente sous la forme d'un liquide incolore.